# کریس ماسوگلیا
کریس ماسوگلیا (انگلیسی: Chris Massoglia؛ زادهٔ ۲۹ مارس ۱۹۹۲) هنرپیشه اهل ایالات متحده آمریکا است.
از فیلم‌ها یا برنامه‌های تلویزیونی که وی در آن نقش داشته‌است می‌توان به سیرک عجایب: دستیار یک شبح، گودال اشاره کرد.